# Eirik Milde
Eirik Milde (født 20. maj 1958) er en norsk politiker, som repræsenterede Høyre i Stortinget i valgperioden 2013–2017. Milde er medlem af energi- og miljøkomiteen.
Milde har været medlem af både administrationsudvalget og fylkesudvalget i Østfold. Han har haft forskellige tillidserhverv i Halden Høyre og Østfold Høyre siden 1999. Blandt andet har han været vareordfører i Halden fra 2001 til 2007, ordførerkandidat i 2003 og fylkestingsrepræsentant 2007–2009. Fra 2008 er han 2. viceleder i Østfold Høyre. I perioden 2011 til 2015 sad han med i kommunalbestyrelsen i Halden.
Milde er ingeniør af uddannelse.